# Dzsiraija (Naruto)
Dzsiraija (自来也; Hepburn: Jiraiya) egy kitalált szereplő Kisimoto Maszasi Naruto című manga- és animesorozatában. Dzsiraija a Naruto világában Avarrejtek falujának egyik nindzsája, Cunade és Orocsimaru egykori csapattársa és a sorozat főhősének, Uzumaki Narutónak a keresztapja és tanítója. A szoknyavadász jellemvonásokkal rendelkező Dzsiraiját több kritika is a sorozat komikus színfoltjaként jellemezte.

## A szereplő megalkotása és az alapelgondolás
Dzsiraija a Dzsiraija gókecu monogatari (児雷也豪傑物語) című japán népmese azonos nevű főszereplőjéről kapta a nevét. A népmesei Dzsiraija mágikus erővel bírt és képes volt megidézni egy óriási békát. Kisimoto Maszasi eredetileg teljesen más külsőt és hajviseletet szeretett volna rajzolni a szereplőnek. Dzsiraija ebben a kezdeti formájában, hasonlóan népmesei „elődjéhez”, képes lett volna embernagyságú békákat is megidézni, de ezen képességégén, csakúgy mint eredeti külsején Kisimoto jelentős változtatásokat hajtott végre. Egy interjúban Kisimoto megjegyezte, hogy a sorozatban lévő tanár-diák kapcsolatok közül leginkább Naruto és Dzsiraija viszonya áll a legközelebb a szívéhez.

## A szereplő ismertetése

### Kapcsolatai és személyisége
Dzsiraija Avarrejtekben nőtt fel Szarutobi Hiruzen, a harmadik hokage felügyelete alatt. Idősebb korában Dzsiraiját két csapattársával, Orocsimaruval és Cunadéval együtt a Három legendás nindzsának (伝説の三忍; Denszecu no szannin) nevezték kimagasló képességeik miatt. Élete és a sorozatban való szereplései során Dzsiraija rendszeresen elhagyja faluját, hogy felfedezze a Naruto világát. Annak ellenére, hogy Avarrejtekben csak rövid időt szokott eltölteni, hűsége megkérdőjelezhetetlen a faluval szemben és már nem sokkal első szereplése után nyomatékosítja Cunadénak, hogy ha valaha egyszer a falu ellen fordul, közös múltjuk ellenére végezni fog vele. A falu iránti elkötelezettsége révén még a falu védelmezőjének a címét, a hokage címet is felajánlották neki. Korábban tanúsított gyengesége miatt, amiért nem volt képes megakadályozni, hogy Orocsimaru rossz útra tévedjen és amiért nem tudta megakadályozni tanár és diákja halálát, azonban nem tartja magát érdemesre a kitüntető feladatra.
Dzsiraija saját magát párját ritkító „szuper-perverznek” tartja. Szereplései alkalmával általában megpróbálja a közelben lévő hölgyek kegyeit elnyerni vagy éppen leskelődik amint azok fürdőznek. Ilyen irányú szándékait nem is próbálja palástolni és még henceg is kukkolási szokásával, bár az mindig bosszantja ha a sorozat címszereplője, Uzumaki Naruto barátságosan a „perverz bölcsnek” (エロ仙人; ero szennin) nevezi. Leskelődése olykor majdnem vesztét is okozta, így majdnem végzetes sérüléseket szerzett mikor egyszer megpróbálta meglesni Cunadét, az pedig észrevette. Dzsiraija effajta és hasonló szerelmi kalandozásait Nyali-fali (イチャイチャ; Icsa Icsa) című regénysorozatában örökítette meg. A sorozat, mely Hatake Kakasi kedvenc olvasmánya, a Naruto világának egyik bestsellere, mellyel Dzsiraija nagy hírnévre és vagyonra tett szert. Dzsiraija Nyali-fali-sorozata előtt megjelentetett egy egyfajta önéletrajzot is, melynek főszereplőjét Narutónak nevezte el. A könyv bukása ellenére diákja, Namikaze Minato a főhős után nevezte el fiát abban a reményben, hogy az felnőve pont olyan lesz mint a könyvben szereplő névrokona. Viszonozva a gesztust Dzsiraija Uzumaki Naruto keresztapja lett.

### A sorozatban való szereplésének áttekintése
Dzsiraija csak alkalmanként tűnik fel a sorozatban, Avarrejtekbe egy hosszabb útjáról tér vissza, hogy beszámoljon azokról a dolgokról amiket távolléte alatt tudott meg. Ezek közé az információk közé tartozik például, hogy Orocsimarunak továbbra is szándékában áll elpusztítani Avarrejteket, vagy beszámolói az Akacuki nevű bűnszervezet tevékenységéről. A faluban való rövid tartózkodása alatt Naruto tanítására is szakít időt, saját különleges technikáit próbálja elsajátíttatni a fiúval, valamint azt, miképp tud úrrá lenni a kilencfarkú rókadémonon, amit a testébe zártak. A sorozat Első és Második része közötti két és fél évben Dzsiraija ideje nagy részét Naruto oktatásának szenteli.
A Második rész során Dzsiraija az Akacuki vezetője, Pain nyomába ered, akivel összetűzésbe is kerül. Dzsiraija még régen a békáktól kapott egyik jóslat szerint, ő fogja tanítani azt a harcost, aki képes lesz megmenti vagy elpusztítani a világot. Dzsiraija azt hiszi, hogy Pain nem más mint régi tanítványa, Nagato, akire szerinte a békák jóslata vonatkozott. Megpróbálja megölni Paint, hogy az mint az Akacuki vezetője ne tudja beteljesíteni a jóslatot és elpusztítani a világot. A csata végén azonban Dzsiraijának rá kell döbbennie, hogy valójában nem Nagato a kiválasztott, hanem Naruto. Halála előtt Dzsiraija elküldi a Painről megszerzett információkat Avarrejtekbe és boldogan távozik az élők sorából azzal a tudattal, hogy minden elkövetett, ami tőle telik a világ jövőbeli megmentőjéért.

### Képességei és készségei
Dzsiraija a Naruto világa szerte a „békák bölcse” (蝦蟇仙人; gama szennin) néven ismert, mivel békák tanították meg neki titkos technikáikat és a csaták során is képes megidézni őket, hogy támogassák a harcban. Dzsiraija nem csak egész békákat, de békát részeit is képes megidézni. Egy alkalommal egy óriásbéka nyelőcsövével bélelt ki egy folyosót, hogy hatástalanítsa az ellenséges csapdákat. Dzsiraija a sorozat Második részében, nem sokkal a halálát megelőzően más, szintén a békákhoz kötődő technikákat is bevetett a megidézésen kívül. Ezek között szerepelt a „bölcs állapot” (仙人モード; szennin moodo), egy szendzsucu mellyel képes volt átváltozni magát és megnöveli támadásai erejét. A technika előnyei ellenére Dzsiraija nem szerette ezt alkalmazni, mivel átváltozása során orra megnőtt, ujjai között úszóhártyák, testén pedig szemölcsök nőttek, amik pedig nem keltettek kedvező benyomást az általa annyira kedvelt gyengébbik nemben.
Bár képességei és technikái nagy része a békához kötődik, nindzsa-tudománya nem csak ezen a területen kiemelkedő. Képes tüzet okádni, mocsarat teremteni vagy éppen megnöveszteni és borotvaélessé tenni haját, ami támadásra és védekezésre is egyaránt alkalmas. Minato megtanította neki a Raszengan használatát, mely tudást Dzsiraija később Minato fiának, Uzumaki Narutónak is továbbadott. A történet több pontján is megmutatkozik, hogy Dzsiraija a különböző pecsétek területén is jártas. Ezen szaktudása elsősorban a Naruto testébe zárt kilencfarkú rókadémonnal kapcsolatban kerül elő, amikor megpróbálja arra oktatni keresztfiát, miképp tud úrrá lenni a bestia felett.

## Megjelenése a manga- és animesorozaton kívül
Dzsiraija szinte mindegyik Naruto-videójátéknak választható karaktere, így a Clash of Ninja-sorozatnak és a Ultimate Ninja-sorozatnak is. Az Ultimate Ninja első részében csak mint segítő jelenik meg Naruto egyik támadási alkalmával. Az Ultimate Ninja második részétől már a játékos által választható karakter. Támadási között a Raszengan változatai valamint béka-idézési technikák is szerepelnek. A Naruto Shippūden: Gekitou Ninja Taisen EX és a Naruto Shippūden: Narutimate Accel az első két játék, mely a Második rész alatt játszódik és Dzsiraija is szereplője. Dzsiraija a sorozathoz kapcsolódó OVA-epizódok közül csak a harmadikban tűnik fel, de szerepe a cselekményben szinte elhanyagolható. A sorozat animációs filmje közül csak a Gekidzsóban Naruto Shippúden: Kidzuna címet viselő, ötödik filmben szerepel.

## Kritikák és a szereplő megítélése
Dzsiraija ritka szereplései ellenére felkerült a Sónen Jump hivatalos népszerűségi szavazásai összesítő listájára. A második és harmadik szavazás alkalmával az első tíz legnépszerűbb szereplő között szerepelt, a negyedikben pedig a tizenegyedik helyen. A szereplő mintájára több reklámterméket, többek között kulcstartókat, akciófigurákat és fejpántokat is kiadtak.
Számos, a mangákkal, animékkel, videójátékokkal és egyéb kapcsolódó ágazatokkal foglalkozó média illette pozitív, illetve negatív kritikával a szereplőt. A DVDTimes a sorozat legkiválóbb szereplőjének nevezte Dzsiraiját akit Kisimoto Maszasi megalkotott. Véleményük szerint annak ellenére, hogy Dzsiraija a „komikus perverz” archetípusába esik, ő a sorozat egyik legerősebb szereplője, aki nyers és kiszámíthatatlan. Az Activeanime Dzsiraija és Naruto közös edzését kellemesen komikus elemnek írta le, mely kiemelte a két szereplő hasonlóságait is. Az Animedvd szintén dicsérően írt Dzsiraijáról, mint „nagyon vicces” szereplőről.